# AMD 튜리온

AMD 튜리온 프로세서 다이

AMD 튜리온(AMD Turion)은 AMD가 자사의 x86-64 저전력 모바일 프로세서(코드명 K8L)에 적용하는 브랜드이다. 튜리온 64와 튜리온 64 X2/울트라 프로세서들은 인텔의 모바일 프로세서들(펜티엄 M, 인텔 코어, 인텔 코어 2 프로세서)과 경쟁한다.

## 기능

### 튜리온 64
튜리온 64(Turion 64)는 AMD가 개발한 AMD-K8 아키텍처의 CPU이다. AMD의 노트북 컴퓨터의 제품군인 AMD 튜리온 64 모바일 기술의 핵심이 되는 제품이다.
최초의 튜리온 64 프로세서는 AMD의 소켓 754에 연결된다. 이 프로세서에는 512 또는 1024KiB의 L2 캐시, 64비트 단일 채널 온다이 DDR-400 메모리 컨트롤러 및 800MHz 하이퍼트랜스포트 버스가 장착되어 있다. 파워나우!와 같은 배터리 절약 기능은 이러한 CPU의 마케팅 및 유용성의 핵심이다. 최신 "리치먼드" 모델은 AMD의 소켓 S1용으로 설계되었으며 듀얼 채널 DDR2 컨트롤러를 갖추고 있다.

### 튜리온 64 X2
튜리온 64 X2는 인텔의 코어 및 코어 2 CPU와 경쟁하기 위한 AMD의 64비트 듀얼 코어 모바일 CPU이다. 튜리온 64 X2는 몇 번의 지연 끝에 2006년 5월 17일에 출시되었다. 이 프로세서는 소켓 S1을 사용하고 DDR2 메모리를 갖추고 있다. 또한 AMD 가상화 기술과 더 많은 절전 기능도 포함되어 있다.
이전 90nm 장치의 코드명은 Taylor와 Trinidad였고 최신 65nm 코어의 코드명은 Tyler이다.

### 튜리온 X2 울트라
튜리온 X2 울트라(코드명 Griffin)는 애슬론 64(K8 리비전 G) 아키텍처를 기반으로 하는 모바일 플랫폼 전용 AMD의 첫 번째 프로세서 제품군으로, 더 낮은 전력 소비와 더 긴 배터리 수명을 목표로 하는 현재 페넘 프로세서와 유사한 몇 가지 특정 아키텍처 개선 사항이 포함되어 있다. . 튜리온 울트라 프로세서는 2008년 6월 "퓨마" 모바일 플랫폼의 일부로 출시되었다.
튜리온 X2 울트라는 300mm SOI 웨이퍼를 사용하여 65nm 기술로 제작된 듀얼 코어 프로세서이다. DDR2-800 SO-DIMM을 지원하고 성능을 향상시키는 DRAM 프리페처와 모바일 강화 노스브리지(메모리 컨트롤러, 하이퍼트랜스포트 컨트롤러 및 크로스바 스위치)를 갖추고 있다. 각 프로세서 코어에는 1MiB L2 캐시가 포함되어 전체 프로세서에 대해 총 2MiB L2 캐시가 제공된다. 이는 튜리온 64 X2 프로세서에 있는 L2 캐시의 두 배이다. 클록 속도 범위는 2.0GHz ~ 2.4GHz이고 열 설계 전력(TDP) 범위는 32W ~ 35W이다.
튜리온 X2 울트라 프로세서는 이전 튜리온들과 달리 노스브리지용과 각 코어용으로 하나씩 세 가지 전압 평면을 구현한다. 이는 여러 PLL(위상 고정 루프)과 함께 하나의 코어가 다른 코어 및 노스브리지와 독립적으로 전압 및 작동 주파수를 변경할 수 있게 해준다. 실제로 프로세서는 몇 마이크로초 안에 8개의 주파수 레벨 중 하나로 전환하고 5개의 전압 레벨 중 하나로 전환할 수 있다. 사용 중에 주파수와 전압을 조정함으로써 프로세서는 다양한 작업 부하에 적응하고 전력 소비를 줄이는 데 도움이 된다. 가벼운 사용 중에 전력을 보존하기 위해 250MHz까지 낮게 작동할 수 있다.
또한 프로세서는 깊은 절전 상태 C3, 깊은 절전 상태 C4(AltVID) 및 최대 2.6GHz의 하이퍼트랜스포트 3.0 또는 16비트 링크 폭에서 링크당 최대 41.6GB/s 대역폭 및 HT 링크 폭의 동적 확장 기능을 제공한다. 네 가지 사용 시나리오에 대해 칩셋과 양방향으로 0비트("연결 끊김")로 전환된다. 또한 내장형 컨트롤러에서 프로세서로 전송되는 추가 MEMHOT 신호를 사용하여 통합 SMBUS(SB-TSI) 인터페이스(이전 SMBUS를 통해 열 모니터 회로 칩을 대체 및 제거)를 통해 여러 개의 온다이 열 센서를 구현하고 메모리 온도를 낮춘다.
튜리온 X2 울트라 프로세서는 이전 제품인 튜리온 64 X2와 동일한 소켓 S1을 사용하지만 핀아웃이 다르다. RS780M 칩셋과 함께 작동하도록 설계되었다.
위의 아키텍처 개선 사항을 고려하여 코어는 최소한으로 수정되었으며 K10 마이크로 아키텍처 대신 K8을 기반으로 한다. AMD 펠로우인 모리스 스타인먼은 코어가 65nm 튜리온 64 X2 프로세서에서 발견되는 것과 거의 트랜지스터 대 트랜지스터가 동일하다고 말했다.

### 튜리온 II 울트라
튜리온 II 울트라(코드명 Caspian)는 데스크톱 변형 Regor로도 알려진 45nm 제조 공정을 사용하여 생산된 K10.5 아키텍처의 모바일 버전이다. 듀얼 코어 프로세서이며 2.5GHz의 클럭 속도, 2MB의 총 L2 캐시(코어당 1MB), 3.6GT/s의 하이퍼트랜스포트 및 128비트 FPU를 갖추고 있다. 이전 제품인 튜리온 X2 울트라(코드명 Griffin)보다 35W의 TDP를 유지한다.

### 튜리온 II
튜리온 II는 단지 1MB의 L2 캐시(코어당 512KB)와 2.2GHz ~ 2.6GHz 범위의 낮은 클럭 속도를 제공한다는 점을 제외하면 튜리온 II 울트라와 동일하다.

## 역사
- 2005년 1월 7일 - 튜리온 64의 개요가 발표.
- 2005년 3월 10일 - 튜리온 64 공식 발표. 당일 전 세계에 출하 시작.
- 2006년 5월 17일 - 튜리온 64 X2 공식 발표.

## 코어

### 랭커스터(Lancaster) (90 나노미터 SOI)
- L1 캐시: 64 + 64 KiB (데이터 + 함수)
- L2 캐시: 512 또는 1024 KiB, 풀 스피드
- MMX (명령어 집합), 강화된 3DNow!, SSE, SSE2, SSE3, AMD64, 파워나우!, NX 비트
- 소켓 754, 하이퍼트랜스포트 (800 MHz, HT800)
- 전압 코어: 1.00V - 1.45V
- 전력 소비 (TDP): 최대 25/35 와트
- 처음 공개한 날: 2005년 3월 10일
- 클럭 속도: 1600, 1800, 2000, 2200, 2400 MHz
- 25W TDP:
  - MT-28: 1600 MHz (512 KiB L2 캐시)
  - MT-30: 1600 MHz (1024 KiB L2 캐시)
  - MT-32: 1800 MHz (512 KiB L2 캐시)
  - MT-34: 1800 MHz (1024 KiB L2 캐시)
  - MT-37: 2000 MHz (1024 KiB L2 캐시)
  - MT-40: 2200 MHz (1024 KiB L2 캐시)
- 35W TDP:
  - ML-28: 1600 MHz (512 KiB L2 캐시)
  - ML-30: 1600 MHz (1024 KiB L2 캐시)
  - ML-32: 1800 MHz (512 KiB L2 캐시)
  - ML-34: 1800 MHz (1024 KiB L2 캐시)
  - ML-37: 2000 MHz (1024 KiB L2 캐시)
  - ML-40: 2200 MHz (1024 KiB L2 캐시)
  - ML-42: 2400 MHz (512 KiB L2 캐시)
  - ML-44: 2400 MHz (1024 KiB L2 캐시)

### 리치먼드(Richmond) (90 나노미터 SOI)
- L1 캐시: 64 + 64 KiB (데이터 + 함수)
- L2 캐시: 512 KiB, 풀 스피드
- MMX (명령어 집합), 강화된 3D나우!, SSE, SSE2, SSE3, AMD64, 파워나우!, NX 비트
- 소켓 S1, 하이퍼트랜스포트 (800 MHz, HT800)
- VCore: 1.00V - 1.45V
- 전력 소비 (TDP): 최대 31 와트
- 처음 공개한 날: 2006년 9월 11일
- 클럭 속도: 2000, 2200 MHz
  - 31W TDP:
    - MK-36: 2000 MHz (512 KiB L2 캐시)
    - MK-38: 2200 MHz (512 KiB L2 캐시)

## 같이 보기
- 애슬론 64
- 튜리온 64 X2
- 셈프론
- 펜티엄 M
- 인텔 코어